# Józefa Orańska
Józefa z Sandurskich Orańska (ur. 1 października 1896 w Bubnówce, zm. 4 lutego 1955 w Poznaniu) – polska historyczka sztuki, kustosz działu muzealnego i działu grafiki Biblioteki Kórnickiej 1932-1955, kustosz Gabinetu Rycin Muzeum Wielkopolskiego, wykładowczyni grafiki w Wyższej Szkole Sztuk Plastycznych w Poznaniu. 

## Życiorys
Gimnazjum ukończyła w Moskwie. W 1923 rozpoczęła studia z historii sztuki na Uniwersytecie Poznańskim. W 1932 otrzymała stopień doktora filozofii na podstawie pracy o Szymonie Czechowiczu (aby ją napisać wielokrotnie odwiedzała archiwa włoskie). W 1928 zaofiarowała się bezinteresownie uporządkować zbiory Biblioteki Kórnickiej. W 1932 objęła też funkcję kustosza muzeum Fundacji Kórnickiej. W 1934 przeprowadziła inwentaryzację zabytków miasta Poznania oraz powiatu średzkiego, równolegle porządkując i inwentaryzując zbiory kórnickie, głównie dział grafik. Kładła duży nacisk na działalność popularyzatorską, organizując wystawy artystyczne w Poznaniu, na których częstokroć pokazywała rzadko udostępniane eksponaty. Pisała też artykuły do prasy codziennej i fachowej. Napisała obszerną monografię poświęconą Szymonowi Czechowiczowi, która miała się ukazać w 1939, na 250. rocznicę urodzin malarza, jednak wybuch II wojny przerwał ten proces. Współpracowała przy zabezpieczaniu zbiorów kórnickich przed zniszczeniami wojennymi, podczas wojny potajemnie sprawdzała ich stan. W tym celu przyjeżdżała z Warszawy, gdzie zamieszkała, po tym jak w 1939 została wysiedlona z Poznania. Pracowała w działach grafiki bibliotek: Narodowej, Krasińskich i Uniwersyteckiej. Podczas powstania warszawskiego (w początku sierpnia 1944) wywieziona do obozu koncentracyjnego w Ravensbrück, przeżyła tam dziesięć miesięcy, pracując w rolnictwie na terenach Meklemburgii. Polskim pracownikom przymusowym udzielała wtedy lekcji historii sztuki. W maju 1945 powróciła do Poznania, podejmując obowiązki kustosza Gabinetu Rycin Muzeum Wielkopolskiego. Poświęciła wiele energii na odszukanie dzieł zrabowanych i rozproszonych podczas okupacji. Większość dzieł, dzięki jej wysiłkom, wróciła do macierzystych instytucji. W 1946 wyjechała na leczenie sanatoryjne do Szwajcarii. Po powrocie (w 1948) wydała pracę Szymon Czechowicz 1689-1775, której rękopis z fotografiami i egzemplarzem korekty drukarskiej przetrwał wojnę ukryty w wieży kościoła Bożego Ciała w Poznaniu. W latach 1949–1951 wykładała grafikę w Wyższej Szkole Sztuk Plastycznych w Poznaniu (w roku 1955 nadano jej tytuł docenta). W 1952 przeprowadziła inwentaryzację zabytków powiatu konińskiego (wraz z dr Erkhardtówną). Uporządkowała i zinwentaryzowała zbiory grafik Muzeum Narodowego w Poznaniu. Rozwinęła też szeroką akcję wystawienniczą, organizując 12 wystaw grafiki polskiej i obcej, z których wyróżniła się zwłaszcza ekspozycja "Sztuka graficzna i jej rola społeczna" z towarzyszącym jej starannie opracowanym katalogiem, który przez dłuższy czas był podstawowym w języku polskim opracowaniem technik graficznych i historii grafiki europejskiej.
Grób Józefy Orańskiej znajduje się na cmentarzu Bożego Ciała, przy ulicy Bluszczowej w Poznaniu.

## Publikacje
Wybrane publikacje:
- Seweryn Mielżyński jako artysta malarz, 1933[1],
- Obraz św. Ignacego Loyoli w kościele farnym w Poznaniu, 1946,
- Kajetan Wincenty Kielisiński w świetle dokumentów i prac w zbiorach kórnickich, 1947,
- Polskie ekslibrisy w Paryżu, 1948,
- Szymon Czechowicz 1689-1775, 1948,
- Wiosna ludów w ilustracji, 1948,
- Katalog Zabytków w Polsce, tom V, zeszyt 8, 1952, współautorstwo,
- Sztuka graficzna i jej rola społeczna, 1952,
- Wielkopolska w grafice K.W. Kielisińskiego, 1953, współautorstwo,
- Nieznany plan bitwy pod Oliwą, 1954,
- Dwa sztambuchy gdańskie z XVII wieku w Muzeum Narodowym i w Kórniku, pośmiertnie,
- Grafika w Poznaniu, pośmiertnie,
- Rysunki J.P. Norblina w zbiorach kórnickich, pośmiertnie.

Nie dokończyła prac poświęconych Tadeuszowi Koniczowi i Adamowi Pilińskiemu.